# Sattelnock
Der Sattelnock ist ein Gipfel in der Reißkofelgruppe der Gailtaler Alpen mit einer Höhe von 2033 m ü. A. und einer für den sonst schroffen Gebirgszug sanften Rundform.
Der Gipfel stellt das Ostende des Gailtaler Höhenweges und des Julius Kugy Alpine Trail dar und ist von Weißbriach (800 m, nahe dem Kärntner Weißensee) über die Weißbriacher Hütte in 3–4 Stunden zu erreichen. Der Gipfel ist ein Triangulationspunkt erster Ordnung der österreichischen Landesvermessung und bietet guten Fernblick in die zwei Kärntner Längstäler von Drau und Gail sowie auf Hohe Tauern und Karnische Alpen.

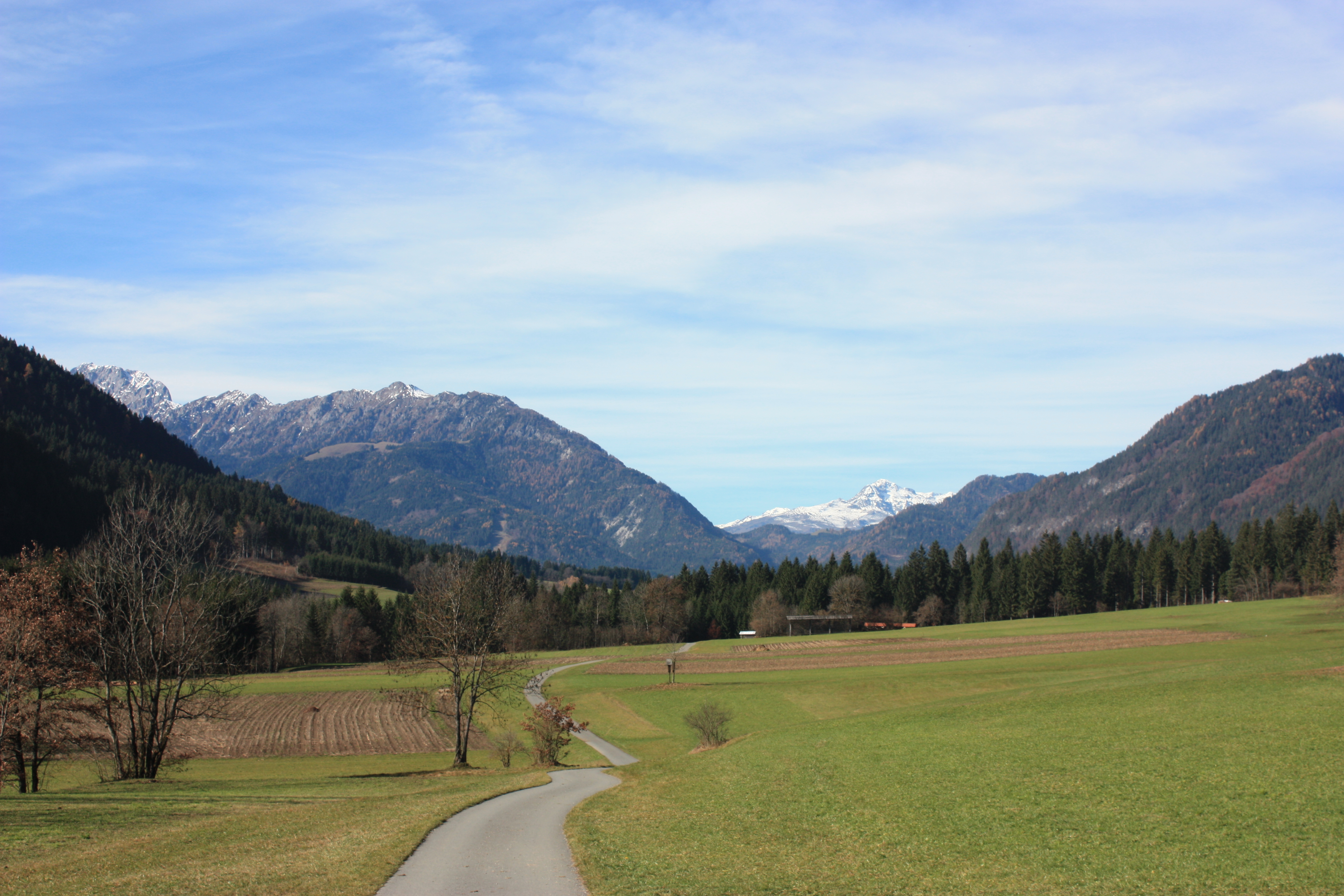
Reißkofel (links), Sattelnock (links der Mitte) und Scharnik (rechts hinten) vom Gitschtal aus
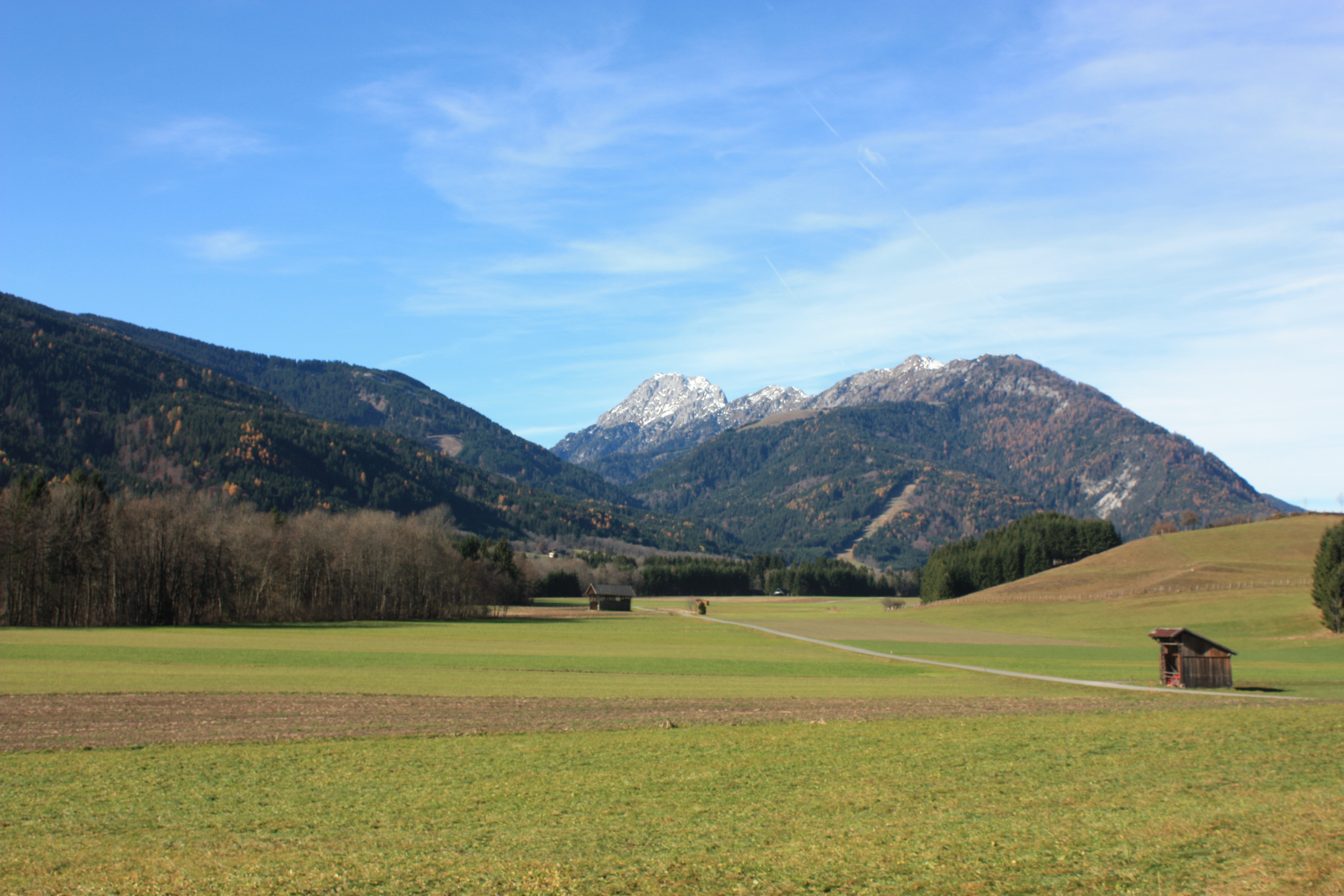
Reißkofel (Mitte) und Sattelnock (rechts) vom Gitschtal aus
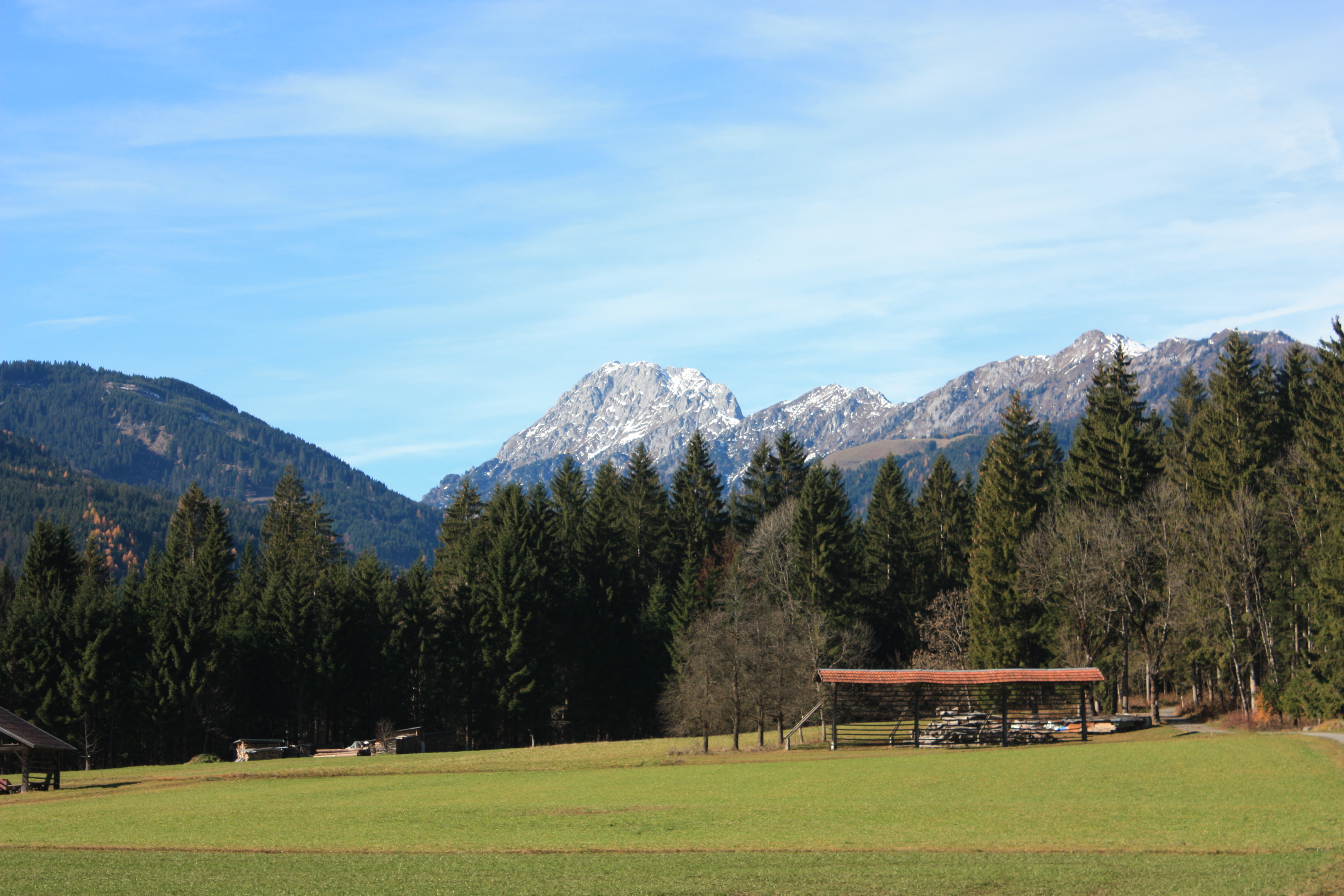
Reißkofel (Mitte) und Sattelnock (rechts) vom Gitschtal aus